# Беран, Иржи
Иржи Беран (чеш. Jiří Beran, род. 18 января 1982, Прага 2) — чешский фехтовальщик-шпажист, бронзовый призёр Чемпионата Европы по фехтованию 2017 в командной шпаге. Участник летних Олимпийских игр 2016 года.

## Биография
Родился в 1982 году. Его главные достижением является победа в Кубке мира в Буэнос-Айресе 24 июня 2007 года, где он победил действующего чемпиона мира Ван Лея из Китая.
В 2016 году стал победителем квалификационного турнира для участия в Олимпийских играх. Принял участие на Олимпийских играх в Бразилии., но в первом же поединке уступил бразильскому атлету.
В 2017 году на чемпионате Европы в Грузии в командных соревнованиях завоевал бронзовую награду.
В 2019 году на чемпионате Европы в Дюссельдорфе уступил в полуфинале израильскому спортсмену Ювалю Шалому Фрейлиху и завоевал бронзовую медаль.